# Saint-Victor-sur-Rhins
Saint-Victor-sur-Rhins és un municipi francès situat al departament del Loira i a la regió d'Alvèrnia-Roine-Alps. L'any 2007 tenia 1.041 habitants.

## Demografia

### Població
El 2007 la població de fet de Saint-Victor-sur-Rhins era de 1.041 persones. Hi havia 408 famílies de les quals 100 eren unipersonals (40 homes vivint sols i 60 dones vivint soles), 140 parelles sense fills, 152 parelles amb fills i 16 famílies monoparentals amb fills.
La població ha evolucionat segons el següent gràfic:
Habitants censats

### Habitatges
El 2007 hi havia 478 habitatges, 412 eren l'habitatge principal de la família, 37 eren segones residències i 29 estaven desocupats. 356 eren cases i 121 eren apartaments. Dels 412 habitatges principals, 279 estaven ocupats pels seus propietaris, 128 estaven llogats i ocupats pels llogaters i 5 estaven cedits a títol gratuït; 1 tenia una cambra, 29 en tenien dues, 68 en tenien tres, 108 en tenien quatre i 206 en tenien cinc o més. 306 habitatges disposaven pel capbaix d'una plaça de pàrquing. A 185 habitatges hi havia un automòbil i a 182 n'hi havia dos o més.

### Piràmide de població
La piràmide de població per edats i sexe el 2009 era:
| Homes | Edats   | Dones |
| ----- | ------- | ----- |
| 0     | 95 o +  | 0     |
| 0     | 90 a 94 | 12    |
| 0     | 85 a 89 | 8     |
| 12    | 80 a 84 | 8     |
| 8     | 75 a 79 | 24    |
| 8     | 70 a 74 | 8     |
| 28    | 65 a 69 | 16    |
| 20    | 60 a 64 | 36    |
| 32    | 55 a 59 | 16    |
| 36    | 50 a 54 | 40    |
| 28    | 45 a 49 | 16    |
| 16    | 40 a 44 | 28    |
| 40    | 35 a 39 | 28    |
| 40    | 30 a 34 | 36    |
| 36    | 25 a 29 | 32    |
| 12    | 20 a 24 | 24    |
| 32    | 15 a 19 | 36    |
| 36    | 10 a 14 | 36    |
| 24    | 5 a 9   | 24    |
| 36    | 0 a 4   | 36    |

## Economia
El 2007 la població en edat de treballar era de 655 persones, 491 eren actives i 164 eren inactives. De les 491 persones actives 455 estaven ocupades (260 homes i 195 dones) i 36 estaven aturades (11 homes i 25 dones). De les 164 persones inactives 84 estaven jubilades, 36 estaven estudiant i 44 estaven classificades com a «altres inactius».

### Ingressos
El 2009 a Saint-Victor-sur-Rhins hi havia 423 unitats fiscals que integraven 1.091 persones, la mediana anual d'ingressos fiscals per persona era de 17.308 €.

### Activitats econòmiques
Dels 52 establiments que hi havia el 2007, 1 era d'una empresa alimentària, 6 d'empreses de fabricació d'altres productes industrials, 18 d'empreses de construcció, 6 d'empreses de comerç i reparació d'automòbils, 1 d'una empresa de transport, 7 d'empreses d'hostatgeria i restauració, 2 d'empreses financeres, 3 d'empreses immobiliàries, 4 d'empreses de serveis, 2 d'entitats de l'administració pública i 2 d'empreses classificades com a «altres activitats de serveis».
Dels 21 establiments de servei als particulars que hi havia el 2009, 1 era una oficina de correu, 1 una oficina bancària, 3 tallers de reparació d'automòbils i de material agrícola, 3 paletes, 4 guixaires pintors, 1 fusteria, 3 lampisteries, 1 electricista, 2 perruqueries i 2 restaurants.
Dels 2 establiments comercials que hi havia el 2009, 1 era una fleca i 1 una carnisseria.
L'any 2000 a Saint-Victor-sur-Rhins hi havia 16 explotacions agrícoles que ocupaven un total de 638 hectàrees.

## Equipaments sanitaris i escolars
El 2009 hi havia una escola elemental.

## Poblacions més properes
El següent diagrama mostra les poblacions més properes.